# Товариш (козак)
Това́риш — титул рядового козака, повноправного члена січового товариства.

## Інші титули
- у 18 столітті за військові заслуги гетьман присвоював титул військовий товариш (дорівнював сотникові). Військові товариші виконували особисті доручення гетьмана і мали право брати участь у раді старшини.
- у 17—18 століттях в українському війську існував титул бунчукового товариша.
- у Гетьманщині в другій половині 17 — наприкінці 18 століть існував титул значковий товариш, який надавався гетьманом або Генеральною військовою канцелярією. Козаки, які служили під полковою хоругвою («значком»), мали титул значкових товаришів.